# إسماعيل حقي فرج
إسماعيل حقي فرج (1309 - 1368 هـ / 1892 - 1948 م) وهو مدرس وخطاط وشاعر عراقي من أهل الموصل.
ولد في مدينة الموصل وأخذ عن عثمان الديوه جي، ومحمد الشعار، وعبد الله النعمة، وإبراهيم القصاب، وأجازه الأخير. ولقد تخرج في دار المعلمين بإستانبول، ثم عاد إلى الموصل وعمل في مدارسها.

## آثاره
له عدة مؤلفات منها:
- «القضاء الإسلامي وتاريخه» عام 1949 م.[2]
- «وكف الغمامة لمحو ماكتب على الرخامة» - مركز دراسات الموصل، 2009 م.
- «تاريخ حمام علي – أو: ثلاث ليالٍ في حمام علي» - 2023 م.[3]
- «أصح النقول في شرح منظومة الجلال في نجاة آباء الرسول».
- «شرح النخبة الفكر في مصطلخ أهل الأثر».
- «المدرسة النظامية وتاريخها».
- «الإعلام بتراجم مدرسي المستنصرية الأعلام».
- «الآثار والمباني العربية في الموصل».
- «أسانيد الجبور».
- «سيد سادات الحرم».

وله أيضا بعض القصائد والأناشيد جاء بعضها في كتاب «الأناشيد الموصلية للمدارس العربية» لصاحبه محمد سعيد الجليلي.